# مانويل أورتيغا (رسام)
مانويل أورتيغا (بالإسبانية: Manuel Ortega)‏ هو رسام إسباني، ولد في 1921، وتوفي في 14 أبريل 2014.